# Israel Viloria
Israel Viloria (13 november 1954) is een voormalig profvoetballer uit Colombia, die als verdediger onder meer speelde voor Unión Magdalena. Viloria nam met het Colombiaans voetbalelftal deel aan de Olympische Spelen van 1980 in Moskou, en speelde daar mee in twee van de drie groepswedstrijden.